# Crimson Glory
Crimson Glory es una banda estadounidense de power metal formada en 1979 bajo el nombre de Pierced Arrow por Jon Drenning, Jeff Lords and Ben Jackson en Sarasota, Florida. Crimson Glory sacó cuatro discos de estudio y un EP. Se separaron en 1991, se reunieron siete años después brevemente, para volver en 2005 hasta su disolución. Pero, recientemente han regresado a la actividad como banda, sacando además un adelanto de su próximo álbum.

## Historia

### Inicios y álbum debut
La banda se formó en 1979 en Sarasota, Florida, por Jon Drenning (guitarra líder), Ben Jackson (guitarra rítmica) y Jeff Lords (bajo) e inicialmente se denominaron Pierced Arrow. Ante la renuncia de su vocalista, la banda probó a John Patrick McDonalds, a quien descubrieron en la playa cantando con una guitarra acústica y ropa desaliñada. Lords lo conocía desde la escuela y estaba escéptico al principio, pero los sorprendió cuando cantó temas de Judas Priest, Iron Maiden, Accept y Scorpions en su prueba de audición; mismas agrupaciones que versionaban en sus primeros años. Una vez que McDonalds tomó el apodo de Midnight y Dana Burnell ingresó como batería, en 1982 la banda cambió su nombre a Beaowulf para un año después denominarse Crimson Glory de manera definitiva.
Durante los siguientes tres años Crimson Glory tocó en diferentes clubes de Florida, con lo que se ganó un estable grupo de fanáticos. En ese lapso de tiempo firmaron un contrato con el sello independiente Par Records y con la neerlandesa Roadrunner Records, quienes se encargarían de publicar su álbum debut en los Estados Unidos y Europa respectivamente. Editado en 1986, Crimson Glory poseía una mezcla de heavy metal y metal progresivo comparable a The Warning de Queensrÿche según Eduardo Rivadavia de Allmusic. Su gira promocional solo se llevó a cabo en los Países Bajos y Alemania entre finales de 1986 y principios de 1987, mientras que su fecha final aconteció en el Hammersmith Odeon de Londres, en el Reino Unido. Por aquel tiempo, la banda era conocida por el particular uso de máscaras plateadas, inspiradas por El fantasma de la ópera. De acuerdo con Drenning, las utilizaron para crear una imagen única y propia con el objetivo de diferenciarse del resto.

## Miembros
Miembros actuales
- Travis Wills – voz (2023–presente)
- Mark "Borgy" Borgmeyer  – guitarra solista (2023-presente)
- Dana Burnel – batería(1986–1989e, 2005–2013)
- Jeff Lords – bajo (1979–2013)
- Ben Jackson – guitarra rítmica (1979–1990, 1999–2013)

ex-miembros
- Jon Drenning – guitarra principal (1979–2013)
- Todd La Torre – voces (2010–2013)
- Wade Black – voces (1999–2005, 2007–2010)
- Midnight – voces (1983–1991,  2005–2007)
- Ravi Jakhotia – batería (1991–1992)
- Steve Wacholz – batería (1999)
- Jesse "Martillo" Rojas – batería (2000), percusión yvoces (2006–2007)

Tour
- John Zahner – teclados (1989, 2011–presente)
- David Van Landing – voces (1991–1992)

## Discografía

### Álbumes
- Crimson Glory (1986)
- Transcendence (1988)
- Strange and Beautiful (1991)
- Astronomica (1999)

### Singles
- Dream Dancer (1986)
- Lady of Winter (1988)
- Lonely (1988)
- Song For Angels (1991)
- The Chant (1991)
- Triskaideka (2024)

### Recopilatorios
- War of the Worlds (2000)
- In Dark Places... 1986-2000 (2010)